# Scrithacola
Scrithacola es un género monotípico de planta herbácea perteneciente a la familia Apiaceae. Su única especie : Scrithacola kurramensis es originaria de Afganistán.

## Taxonomía
Scrithacola kurramensis fue descrita por (Kitam.) Álava  y publicado en Notes Roy. Bot. Gard. Edinburgh 38: 260 1980.
Sinonimia
- Pimpinella kuramensis Kitam. basónimo[3]